# Sound Surveillance System

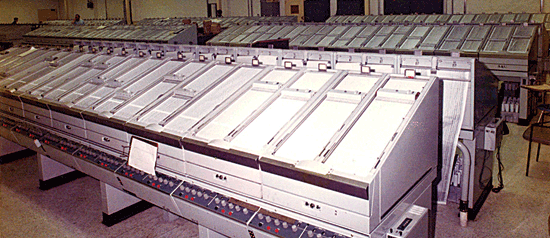
SOSUS-Überwachungsstation mit hunderten Spektrogramm-Schreibern

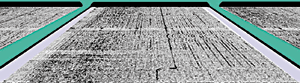
Spektrogramm einer SOSUS-Boje auf Endlospapier

Das Sound Surveillance System (SOSUS, deutsch Geräuschüberwachungssystem) ist ein US-amerikanisches Lauschsystem, das in den 1950ern in den Ozeanen installiert wurde, um sowjetische U-Boot-Bewegungen überwachen zu können.

## Technik
Eine SOSUS-Station besteht aus mehreren auf dem Meeresgrund angebrachten Hydrophonen. Diese sind mittels Unterwasserkabel mit einer Station an Land verbunden, wo die eingehenden Daten analysiert werden. Die Bojen sind vornehmlich auf Kontinentalhängen oder Unterwasserbergen installiert, damit sie möglichst ungestört auf große Reichweite lauschen können. Dies in Kombination mit der extremen Empfindlichkeit der Sensoren erlaubt SOSUS, akustische Leistungen von weniger als einem Watt über mehrere hundert Kilometer Entfernung zu entdecken.
SOSUS ist eine Kette passiver Unterwasser-Sensorbojen, die größtenteils im Nordatlantik versenkt sind. Dort überwachen sie die GIUK-Lücke, das Seegebiet zwischen Grönland, Island und Großbritannien. Der Kontinentalschelf der US-Küsten sowie die Region um die Aleuten werden ebenfalls von dem System abgedeckt. Sensoren horchen auf Schallsignale von ehemals sowjetischen, heute russischen U-Booten der Nordflotte, die von Stützpunkten auf der Kola-Halbinsel kommen und diese Lücke durchqueren müssen, um in den Atlantik zu gelangen. Einige wenige Sensoren sind auch an anderen Orten im Atlantik (z. B. nahe den Azoren) und im Pazifik installiert.

## Geschichte
Die Entwicklung von SOSUS wurde 1949 vom Committee for Undersea Warfare (dt. Komitee für unterseeische Kriegsführung) begonnen. Damals war die Hauptaufgabe, schnorchelnde Diesel-U-Boote zu finden. Dafür sollte jede Station mehrere Niederfrequenz-Scanner erhalten, die in der Lage wären, die Position des Bootes zu bestimmen. Die Ausgaben für die Entwicklung sollten 10 Mio. US-Dollar pro Jahr betragen.
1950 wurde bei Western Electric die erste aus sechs Bojen bestehende Station gebaut und nahe der Insel Eleuthera, Bahamas, installiert. Nach dortigen Tests wurden ein Jahr später die ersten sechs Stationen im Nordatlantikbecken versenkt, kurze Zeit später drei weitere. Schiffe der United States Navy und der Royal Navy begannen mit der Verlegung der notwendigen Unterwasserkabel. Dies geschah unter dem Decknamen Project Caesar. Das war auch der Zeitraum, in dem erstmals der Name SOSUS gebildet wurde. 1953 wurden in den Bell Labs Bojen entwickelt, die zusätzliche Hochfrequenzsysteme besaßen, mit denen ein Schiff über der Boje direkt „angepingt“ werden konnte. Diese sollten vor allem in Straßen und Flachwassergebieten verwendet werden. Im nächsten Jahr wurden weitere zehn Stationen gebaut und sieben davon im Pazifik versenkt. Außerdem wurden Auswertungsstationen gebaut.
1961 wurde über SOSUS das Raketen-U-Boot George Washington den ganzen Weg von den Vereinigten Staaten bis nach Großbritannien verfolgt, ein Jahr später dann das erste sowjetische Diesel-U-Boot aufgespürt. Während der Kubakrise empfing das Testsystem vor den Bahamas Geräusche eines Bootes der Foxtrot-Klasse. In den folgenden Jahren wurde SOSUS ständig verbessert, um mit dem Fortschritt, der bei der Geräuschdämmung der U-Boote gemacht wurde, schritthalten zu können.
1968 kam das SOSUS zur Ortung des amerikanischen Atom-U-Boots Scorpion zum Einsatz, das um den 22. Mai ca. 400 Meilen (740 km) südwestlich der Azoren gesunken war.

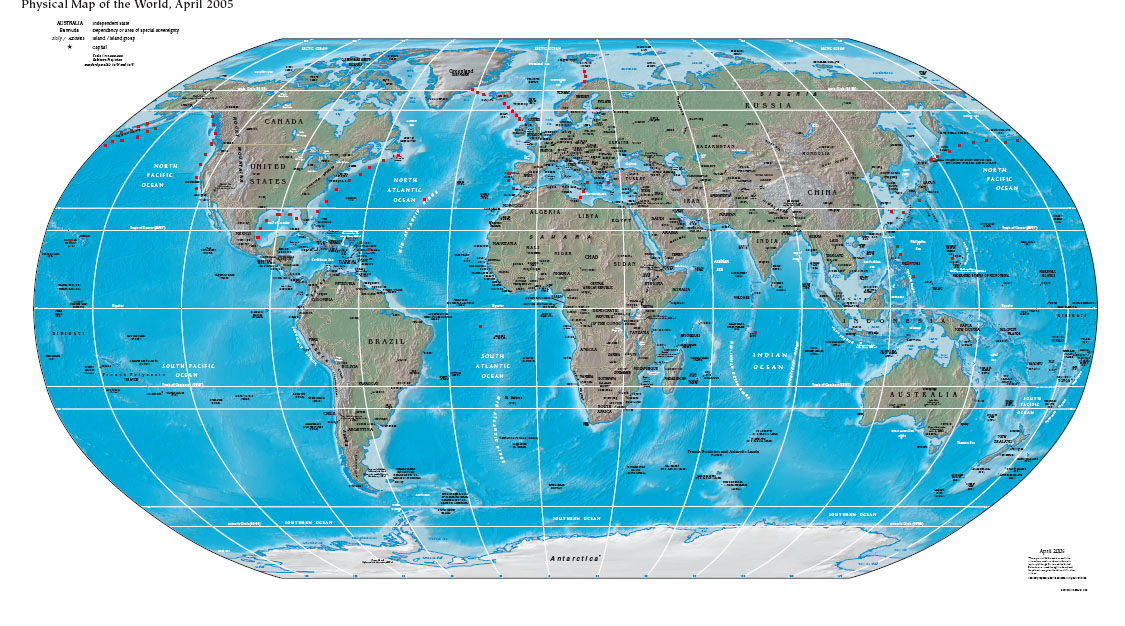
Vermutete SOSUS-Standorte

Mit dem Ende des Kalten Krieges wurde ein System wie SOSUS militärisch gesehen überflüssig, weshalb heute ein Großteil der Sensoren abgeschaltet (aber noch funktionstüchtig) ist. Einige Bojen, besonders im Pazifik, werden benutzt, um Wale zu belauschen.
Offiziell bestätigt wurde das Projekt erst 1991, auch wenn die Existenz lange Jahre vorher allgemein bekannt war. Die ersten Bekanntmachungen darüber erfolgten von Tom Clancy, der SOSUS und seine Funktionsweise bereits 1984 in seinem Buch Jagd auf Roter Oktober detailliert beschrieben hatte.